# Deutsche evangelisch-lutherische Gemeinde

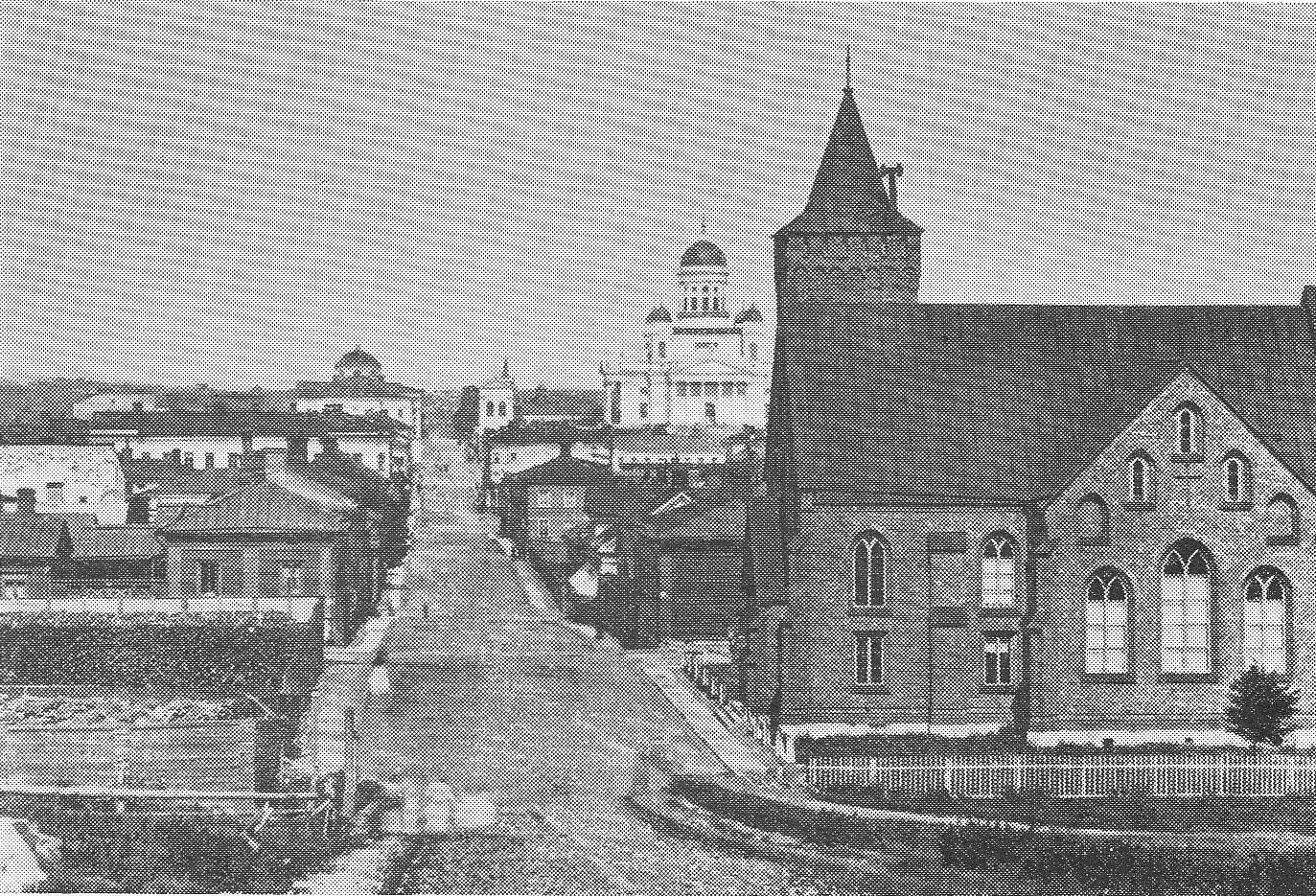
Tyska kyrkan i Helsingfors omkring 1870

Deutsche evangelisch-lutherische Gemeinde in Finnland är den tyskspråkiga evangelisk-lutherska församlingen i Helsingfors. Församlingen hör till Borgå stift i Evangelisk-lutherska kyrkan i Finland. Församlingen samlar de tyskspråkiga eller tyskättade kyrkomedlemmarna i hela Finland; medlemsantalet är 2 570 (08/2018).
Församlingen i sin nuvarande form grundades 1990 när Helsingfors-församlingen (grundad 1858) och församlingen i Åbo (grundad 1927) sammanslogs. Sedan 1959 samarbetar församlingen med Tysklands evangeliska kyrka.
Församlingens hemkyrka är Tyska kyrkan (1864) i Helsingfors.   
Kyrkoherde (Hauptpastor) är Matti Fischer.